# Agromyza
Agromyza este un gen de muște din familia Agromyzidae.

## Specii
- Agromyza abiens
- Agromyza abutilonis
- Agromyza abyssinica
- Agromyza alandensis
- Agromyza albertensis
- Agromyza albicornis
- Agromyza albipennis
- Agromyza albipila
- Agromyza albitarsis
- Agromyza alnibetulae
- Agromyza alnivora
- Agromyza alticeps
- Agromyza alunulata
- Agromyza ambigua
- Agromyza ambrosivora
- Agromyza anderssoni
- Agromyza animata
- Agromyza antennalis
- Agromyza anthracina
- Agromyza anthrax
- Agromyza apfelbecki
- Agromyza aprilina
- Agromyza aristata
- Agromyza artonia
- Agromyza audcenti
- Agromyza baetica
- Agromyza basilaris
- Agromyza betulae
- Agromyza bicaudata
- Agromyza bicophaga
- Agromyza bispinata
- Agromyza bohemani
- Agromyza brachypodii
- Agromyza brevispinata
- Agromyza bromi
- Agromyza brunnicosa
- Agromyza buhriella
- Agromyza burmensis
- Agromyza canadensis
- Agromyza catherinae
- Agromyza cercispinosa
- Agromyza ceylonensis
- Agromyza chillcotti
- Agromyza cinerascens
- Agromyza comosa
- Agromyza confusa
- Agromyza conjuncta
- Agromyza daryalings
- Agromyza demeijerei
- Agromyza dipsaci
- Agromyza distans
- Agromyza diversa
- Agromyza drepanura
- Agromyza erodii
- Agromyza erythrocephala
- Agromyza eyeni
- Agromyza facilis
- Agromyza felleri
- Agromyza ferruginosa
- Agromyza filipendulae
- Agromyza flaviceps
- Agromyza flavipennis
- Agromyza flavisquama
- Agromyza fragariae
- Agromyza frontella
- Agromyza frontosa
- Agromyza fusca
- Agromyza graminacea
- Agromyza graminicola
- Agromyza granadensis
- Agromyza haldwaniensis
- Agromyza hardyi
- Agromyza hendeli
- Agromyza hiemalis
- Agromyza hierroensis
- Agromyza hockingi
- Agromyza hordei
- Agromyza humuli
- Agromyza igniceps
- Agromyza illustris
- Agromyza infusca
- Agromyza insolens
- Agromyza intermittens
- Agromyza invaria
- Agromyza isolata
- Agromyza johannae
- Agromyza kiefferi
- Agromyza kincaidi
- Agromyza kolobowai
- Agromyza kumaonensis
- Agromyza kusumae
- Agromyza lapponica
- Agromyza lathyri
- Agromyza latifrons
- Agromyza latipennis
- Agromyza leechi
- Agromyza leptinomentula
- Agromyza liriomyzina
- Agromyza lithospermi
- Agromyza lucida
- Agromyza lunulata
- Agromyza luteifrons
- Agromyza lutetarsis
- Agromyza lyneborgi
- Agromyza malaisei
- Agromyza malvaceivora
- Agromyza marionae
- Agromyza marmorensis
- Agromyza masculina
- Agromyza masoni
- Agromyza megaepistoma
- Agromyza megalopsis
- Agromyza mellita
- Agromyza microproboscis
- Agromyza mobilis
- Agromyza morivora
- Agromyza munduleae
- Agromyza myosotidis
- Agromyza myostidis
- Agromyza nana
- Agromyza nearctica
- Agromyza nevadensis
- Agromyza nigrella
- Agromyza nigrescens
- Agromyza nigripes
- Agromyza nigrociliata
- Agromyza obesa
- Agromyza occulta
- Agromyza ocularis
- Agromyza oliverensis
- Agromyza oliviae
- Agromyza orobi
- Agromyza oryzae
- Agromyza pagana
- Agromyza paganella
- Agromyza pallidifrons
- Agromyza pallidiseta
- Agromyza panici
- Agromyza papuensis
- Agromyza parca
- Agromyza parilis
- Agromyza parvicornis
- Agromyza pascuum
- Agromyza paucineura
- Agromyza penniseti
- Agromyza pennisetivora
- Agromyza phragmitidis
- Agromyza phylloposthia
- Agromyza pittodes
- Agromyza plaumanni
- Agromyza plebeia
- Agromyza polygoni
- Agromyza potenillae
- Agromyza potentillae
- Agromyza pratensis
- Agromyza prespana
- Agromyza proxima
- Agromyza pseudoreptans
- Agromyza pseudoruifpes
- Agromyza pudica
- Agromyza pulla
- Agromyza quadriseta
- Agromyza reptans
- Agromyza rondensis
- Agromyza rubi
- Agromyza rubiginosa
- Agromyza rufipes
- Agromyza sahyadriae
- Agromyza salicina
- Agromyza schlingerella
- Agromyza serratimentula
- Agromyza solita
- Agromyza somereni
- Agromyza spenceri
- Agromyza spinisera
- Agromyza spiraeoidearum
- Agromyza stackelbergi
- Agromyza subantennalis
- Agromyza subnigripes
- Agromyza sulfuriceps
- Agromyza susannae
- Agromyza tacita
- Agromyza terebrans
- Agromyza trebinjensis
- Agromyza tularensis
- Agromyza ugandae
- Agromyza uniseta
- Agromyza uralensis
- Agromyza utahensis
- Agromyza valdorensis
- Agromyza varicornis
- Agromyza varifrons
- Agromyza venezolana
- Agromyza venusta
- Agromyza verdensis
- Agromyza viciae
- Agromyza vicifoliae
- Agromyza virginiensis
- Agromyza vitrinervis
- Agromyza vockerothi
- Agromyza wistariae
- Agromyza woerzi
- Agromyza yanonis